# Наріжний Василь Трохимович
Наріжний (Нарєжний) Василь Трохимович (* 1 (13) січня 1780, село Устивиця, Миргородський полк, Гетьманщина, Російська імперія,— † 21 червня (3 липня) 1825 Санкт-Петербург, Російська імперія) — російський письменник українського походження; представник української школи в російській літературі початку 19 століття.
| Не можна не віддати повної справедливості і розуму і незвичайному на той час вмінню Наріжного позбуватися старого і створювати нове. Бєлінський глибоко правий, вирізнивши його талант і оцінивши його як першого російського за часом романіста. Він школи Фонвізіна, його послідовник і предтеча Гоголя ... І. О. Гончаров. Оригінальний текст (рос.) Нельзя не отдать полной справедливости и уму и необыкновенному по тогдашнему времени уменью Нарежного отделываться от старого и создавать новое. Белинский глубоко прав, отличив его талант и оценив его как первого русского по времени романиста. Он школы Фонвизина, его последователь и предтеча Гоголя… И. А. Гончаров. |

## Життєпис
Народився у сім'ї небагатого шляхтича Миргородського полку. Навчався, ймовірно, у Чернігівській духовній семінарії. Середню освіту отримав у дворянській гімназії при Московському університеті до якої вступив 1792 року. За відмінні успіхи «в науках» переводиться в студенти університету.
Від 1799 до 1801 року навчався у Московському університеті.
Ще студентом починає друкуватися у літературних часописах.
1801 року їде до Тифліса, де вступає на службу до правителя Грузії Ковалевського. Займає різні посади до 1803 року, коли переводиться до Санкт-Петербурга. Служить у Міністерстві внутрішніх справ, потім у гірській експедиції кабінету, і, нарешті, після невеликої перерви, у військовому міністерстві.
1814 року вийшли друком перші частини роману «Российский Жильблаз, или Похождения князя Гаврилы Симоновича Чистякова». Роман, дозволений цензурою, був, одначе, знищений за розпорядженням министра народної освіти графа Розумовського. Справжньою причиною заборони була критика масонів, зображених у карикатурному вигляді; В. Наріжний зачепив також питання кріпацтва і навів приклади зловживання поміщиків владою.

## Творчість
Василь Наріжний є родоначальником російського реалістичного роману — побутового, сатиричного і, частково, історичного.
Один з перших у російській літературі звернувся до української тематики: романи «Арістіон» (1822), «Бурсак» (1824), «Два Івани, або Пристрасть до позовів» (1825; є український переклад), «Гаркуша, малоросійський розбійник» (1825, виданий 1856; позначений антикріпосницькою спрямованістю).
Василь Трохимович Наріжний — письменник «другого ряду», «другого ешелону» в російській літературі, який виявив великий вплив на В. Бєлінського, П. В'яземського, В. Кюхельбекера, М. Гоголя, демократів 60-х. «…більшість рецензентів творів письменника,— за словами Н. А. Бєлозерської,— визнають у ньому сильний самобутній талант, спостережливість, оригінальний розум, …пізнання серця людського…» Однак в основному вивчення спадщини автора зводиться до огляду його творчості та характеристики другого (романного) періоду.
До найменш досліджених належать «Слов'янські вечори» — підсумок ранньої творчості В. Т. Наріжного — цикл прозаїчних поем про Київську Русь і слов'ян. В. Ю. Троїцький визначив характер розповіді в «Слов'янських вечорах» як «билинний», навіть «казковий», хоча й визнав, що письменникові «вдалося передати дух давніх віків, побут і обставини тих років, деякі особливості мовлення». В. Наріжний зробив «Вечори» народними оповіданнями, героїчною поемою про минуле, які заселені героями минулого — першими князями Київської Русі, їхніми племенами й билинними співаками-оповідачами. I частина «Вечорів» вийшла 1809 року (налічувала 8 невеликих повістей, над якими Наріжний працював у 1806—1808 роках). У десяті роки до них додалися повісті «Любослав», «Олександр», «Ігор». II частина була надрукована 1826 року.